# Гай Катий Клемент
Гай Катий Клемент (лат. Gaius Catius Clemens) — римский политический деятель первой половины III века.
Клемент происходил из рода Катиев. Его отцом или дедом, предположительно, был консул 216 года Публий Катий Сабин.
Около 235 года Клемент занимал должность консула-суффекта. Между 236 и 238 годом он находился на посту легата пропретора Каппадокии.
По всей видимости, его братьями были консулы Секст Катий Клементин Присциллиан и Луций Катий Целер.